# Dan Parks
Daniel Arthur Parks (Hornsby, 26 de mayo de 1978) es un exjugador británico de rugby nacido en Australia que se desempeñaba como apertura.

## Selección nacional
Debutó en el XV del Cardo por primera vez en 2004 y continuó con ellos hasta su retiro internacional en 2012. En total jugó 67 partidos y marcó 266 puntos.

### Participaciones en Copas del Mundo
Dan Parks participó en dos Copas del Mundo; Francia 2007 y Nueva Zelanda 2011.
| Mundial                       | Sede          | Resultado        | PJ | Pts |
| ----------------------------- | ------------- | ---------------- | -- | --- |
| Copa Mundial de Rugby de 2007 | Francia       | Cuartos de final | 5  | 18  |
| Copa Mundial de Rugby de 2011 | Nueva Zelanda | Primera fase     | 4  | 24  |